# Feketefejű rozsdafarktirannusz
A feketefejű rozsdafarktirannusz (Myiarchus tuberculifer) a madarak osztályának a verébalakúak (Passeriformes) rendjébe, a királygébicsfélék (Tyrannidae) családjába tartozó faj.

## Rendszerezése
A fajt Alcide d’Orbigny és Frédéric de Lafresnaye  írta le 1837-ben, a Tyrannus nembe Tyrannus tuberculifer  néven.

## Alfajai
- Myiarchus tuberculifer atriceps Cabanis, 1883
- Myiarchus tuberculifer brunneiceps Lawrence, 1862
- Myiarchus tuberculifer connectens W. Miller & Griscom, 1925
- Myiarchus tuberculifer lawrenceii (Giraud, 1841)
- Myiarchus tuberculifer littoralis Zimmer, 1953
- Myiarchus tuberculifer manens Parkes, 1982
- Myiarchus tuberculifer nigricapillus Cabanis, 1861
- Myiarchus tuberculifer nigriceps P. L. Sclater, 1860
- Myiarchus tuberculifer olivascens Ridgway, 1884
- Myiarchus tuberculifer pallidus Zimmer & W. H. Phelps, 1946
- Myiarchus tuberculifer platyrhynchus Ridgway, 1885
- Myiarchus tuberculifer querulus Nelson, 1904
- Myiarchus tuberculifer tuberculifer (Orbigny & Lafresnaye, 1837)[2]

## Előfordulása
Az Amerikai Egyesült Államok déli részén fészkel, telelni délre vonul, eljut Mexikóba, Közép-Amerikában és Dél-Amerikában állandó. 
Természetes élőhelyei a szubtrópusi és trópusi síkvidéki és hegyi esőerdők, száraz erdők, mocsári erdők, folyók és patakok környéke, valamint ültetvények.

## Megjelenése
Testhossza 17 centiméter, testtömege 18-24 gramm. Feje fekete, torka fehér, hasa sárga és a háta barna színű.

## Életmódja
Ízeltlábúakkal táplálkozik.

## Természetvédelmi helyzete
Az elterjedési területe rendkívül nagy, egyedszáma pedig csökkenő. A Természetvédelmi Világszövetség Vörös listáján nem fenyegetett fajként szerepel.